# Oostveld (Eeklo)
Oostveld is een wijk van de Belgische stad Eeklo. De wijk ligt in het oosten van het stadscentrum, langs de weg naar Lembeke.

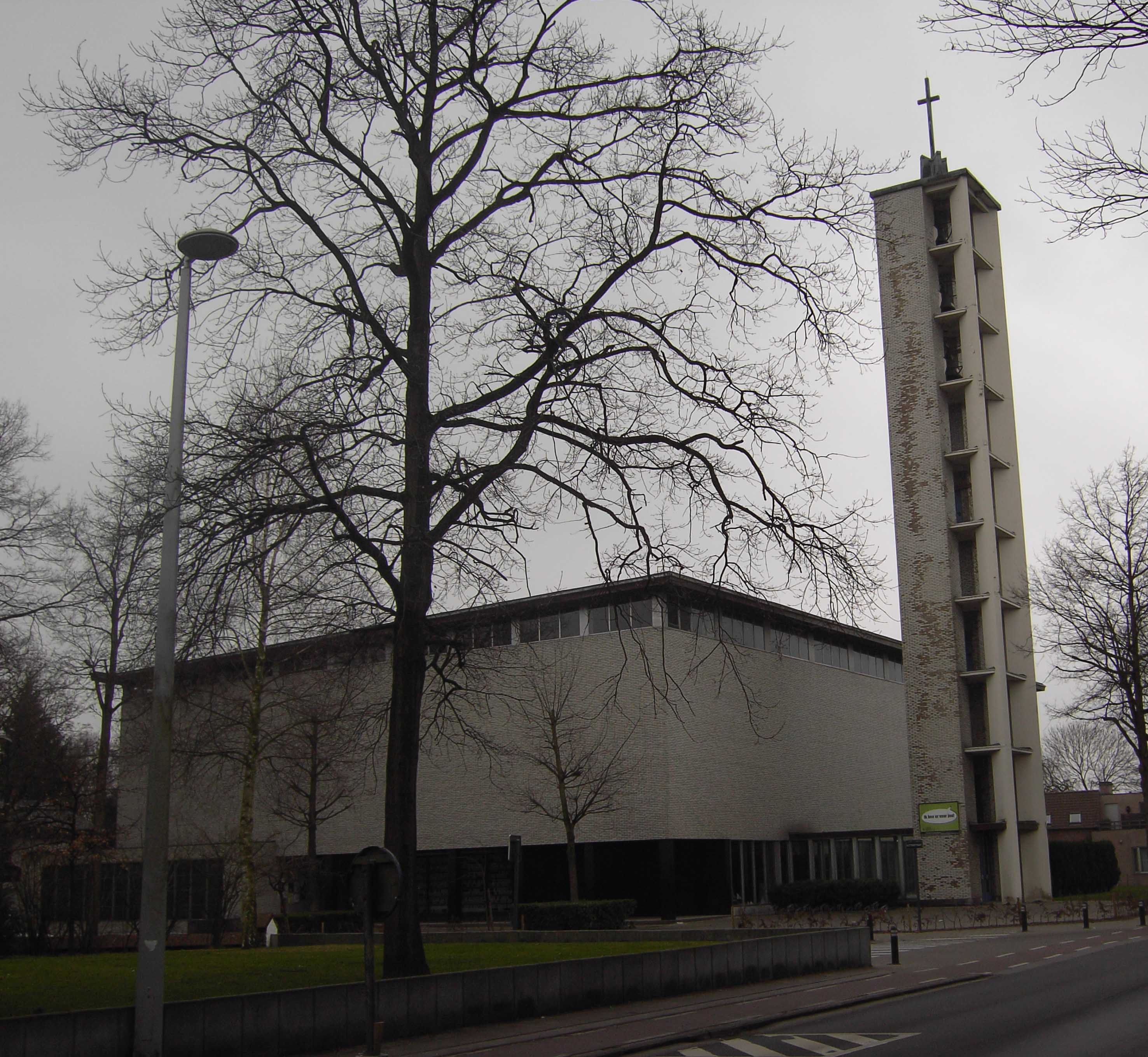
Onze-Lieve-Vrouw-Hemelvaartkerk

## Geschiedenis
Op de Ferrariskaart uit de jaren 1770 staat Oostveld al aangeduid als een landelijk gehucht, ruim twee kilometer ten oosten van het stadscentrum van Eeklo.
In 1861 kwam net ten oosten van het stadscentrum van Eeklo de spoorlijn Gent-Eeklo-Brugge te liggen. Dit is reden waarom men soms spreekt over 'Over d'IJzers'. Net ten oosten van Oostveld kwam in 1871 de spoorlijn Zelzate-Eeklo. De stad Eeklo breidde op het eind van de 19de eeuw langzaam uit ten oosten van de spoorlijn, in het landelijk gebied richting Oostveld. De stad groeide hier verder uit in de 20ste eeuw, eerst langs de uitvalswegen en in de tweede helft van de eeuw ook door aanleg van nieuwe residentiële woonwijken, waardoor het stadscentrum uiteindelijk vergroeide met het oude gehucht Oostveld.
De spoorlijn ten oosten van Oostveld werd in de jaren 50-60 gesloten en daarna opgebroken. In 1965, tijdens het Tweede Vaticaans Concilie, werd in de nieuwe stadswijk een kerk opgetrokken, gewijd aan Onze-Lieve-Vrouw-Hemelvaart. De kerk werd in 1966 ingewijd.